# Нагорське міське поселення
Наго́рське міське поселення (рос. Нагорское городское поселение) — адміністративна одиниця у складі Підосиновського району Кіровської області Росії. Адміністративний центр поселення та єдиний населений пункт — селище міського типу Нагорськ.

## Історія
Поселення було утворене згідно із законом Кіровської області від 7 грудня 2004 року № 284-ЗО у рамках муніципальної реформи.

## Населення
Населення поселення становить 4476 осіб (2017; 4500 у 2016, 4593 у 2015, 4635 у 2014, 4686 у 2013, 4765 у 2012, 4903 у 2010, 5138 у 2002).